# Ростислав Страшимірович
Ростислав Страшимірович (болг. Ростислав Стратимирович) — болгарський князь, у 1686 році — керівник Другого тирновського повстання проти Османської імперії після майже двохсотрічного османського володарювання.
Ростислав Страшимірович, імовірно, був нащадком династії Шишмановичів, болгарських царів та васалів османського султана. Дружиною Страшиміровича була Марія Дубровська з роду Патріарха Іоакіма — дев'ятого та передостаннього в досинодальному періоді патріарха Московського. Ростислав Страшимірович вважається родоначальником російського дворянського роду Савельєви-Ростиславичі.
Нащадком Ростислава Страшиміровича називав себе російський письменник Микола Савельєв-Ростиславич. Усі відомості про повстання та князя фактично мають одне джерело — родовідні записи Миколи Савельєва та не підтверджені нічим іншим. У Болгарії немає ніяких відомостей про існування Ростислава Страшиміровича. Тож імовірно й сама фігура цього князя, й спорідненість з ним Миколи Савельєва є вигадкою письменника.
1. ↑  Шишманов И. Д. Априлов и Н. В. Савельев-Ростиславич // Сборникъ на БАН. Книга 21: Нови студии изъ областьта на българското възраждане: В. Е. Априлов, Неофит Рилски, Неофит Бозвели. София: Печатница и букволеярница П. Глушков, 1926. С. 5-32.

↑